# Мичурин, Геннадий Михайлович
Геннадий Михайлович Мичу́рин (22 августа (3 сентября) 1897 — 12 октября 1970) — советский актёр театра и кино. Заслуженный артист РСФСР (1939), Лауреат Сталинской премии третьей степени (1950).

## Биография
Родился 22 августа (3 сентября) 1897. В 1916—1917 годах учился на экономическом отделении Петроградского политехнического института. В 1917—1918 годах учился в Петроградской школе театрального мастерства у Л. С. Вивьена. В 1918 году стал актёром создававшегося тогда Большого драматического театра, где служил до 1931 года.
В 1931 году переехал в Москву и до 1937 года выступал на сцене Театра имени В. Э. Мейерхольда.
Покинув В. Э. Мейерхольда в 1937 году, Мичурин недолгое время служил в Театре МОСПС. По некоторым данным, был арестован по делу Мейерхольда, но после дачи показаний освобождён. В 1939 году вернулся Большой драматический театр им. М. Горького.
С 1945 года был актёром ЛАТД имени А. С. Пушкина.
В кино снимался с 1923 года; дебютировал в роли Дмитрия Каракозова в фильме «Дворец и крепость».
Умер 12 октября 1970 года в Ленинграде. Похоронен на Серафимовском кладбище.

## Творчество

### Большой драматический театр(1919—1931, 1939—1945)
- 1920 — «Царевич Алексей» Д. Мережковского. Постановка А. Н. Бенуа и А. Н. Лаврентьева — Блюментрост
- 1920 — «Венецианский купец» Шекспира. Постановка А. Н. Бенуа — принц Аррагонский
- 1921 — «Слуга двух господ» К. Гольдони. Постановка А. Н. Бенуа — Сильвио
- 1921 — «Двенадцатая ночь» Шекспира. Постановка Н. В. Петрова — сэр Андрей Эгчик
- 1924 — «Заговор императрицы» А. Н. Толстого и П. Е. Щёголева — Протопопов

#### Ленинградский академический театр драмы имени А. С. Пушкина
- 1945 — «Горячее сердце» А. Н. Островского — Курослепов
- 1945 — «Памятные встречи» А. Утевского — Завьялов
- 1946 — «Варвары» М. Горького — Макаров
- 1949 — «Полководец Суворов» И. В. Бахтерева и А. В. Разумовского — Потёмкин
- 1950 — «Победители ночи» И. Штока — Гиллард
- 1950 — «Живой труп» Л. Н. Толстого — Петрушин, адвокат
- 1952 — «Пигмалион» Б. Шоу — полковник Пикеринг
- 1956 — «Торговцы славой» М.Паньоля и П. Нивуа (реж. Б. М. Дмоховский) — г-н Башле
- 1956 — «Игрок» по Ф. М. Достоевскому — генерал
- 1959 — «Смерть коммивояжёра» А. Миллера — Бен Ломен
- 1961 — «Взрыв» И. Дворецкого —

### Фильмография
- 1923 — Дворец и крепость — Дмитрий Каракозов
- 1925 — Степан Халтурин — жандармский офицер
- 1926 — Декабристы — князь Трубецкой
- 1927 — Кастусь Калиновский — Данзас
- 1927 — Поэт и царь — Данзас
- 1927 — Пурга — партизан Владимир Гуров
- 1928 — Золотой клюв — Марей, старовер
- 1928 — Косая линия — Жилин
- 1928 — Мой сын — Андрей Сурин
- 1928 — Норд-ост — Владимир Гуров
- 1929 — Флаг нации — инженер Курт
- 1930 — Города и годы — инженер Курт
- 1932 — Беглец — Шульц
- 1932 — Шакир — Роберт
- 1932 — Победители ночи — Роберт
- 1933 — Моя Родина — командир роты
- 1933 — Отчаянный батальон — Юрьев
- 1935 — Лунный камень — профессор Фридрих Эдуардович Дорн
- 1936 — Заключённые — Боткин, инженер, осуждённый за вредительство
- 1937 — Дочь Родины — Игнат Василёк, колхозник-бригадир
- 1941 — Разгром Юденича — Николай Фомич Осокин
- 1946 — Сыновья — командир партизанского отряда
- 1947 — Пирогов — Неёлов, лекарь из Тулы
- 1949 — Константин Заслонов — Хирт
- 1952 — Живой труп — Петрушин, адвокат
- 1953 — Горячее сердце — Павлин Павлинович Курослепов, купец
- 1953 — Честь товарища — Русанов, подполковник
- 1954 — Запасной игрок — капитан теплохода
- 1955 — Таланты и поклонники — Эраст Громилов, актёр
- 1956 — Дорога правды — Геннадий Петрович
- 1957 — Его время придёт — Гутковский
- 1958 — Красные листья — прокурор
- 1959 — Девочка ищет отца — штандартенфюрер СС
- 1960 — Чужая беда
- 1961 — Первые испытания — Баранкевич, лесничий, отец Ядвиси
- 1962 — В мёртвой петле
- 1968 — Всего одна жизнь

## Награды и премии
- орден «Знак Почёта» (1940)
- заслуженный артист РСФСР (1939)
- Сталинская премия третьей степени (1950) — за исполнение роли Хирта в фильме «Константин Заслонов»